# Cheilanthes fractifera
Cheilanthes fractifera är en kantbräkenväxtart som beskrevs av Tryon. Cheilanthes fractifera ingår i släktet Cheilanthes och familjen Pteridaceae. Inga underarter finns listade.